# سواری مجانی (فیلم ۲۰۱۳)
سواری مجانی (به انگلیسی: Free Ride) فیلمی محصول سال ۲۰۱۳ و به کارگردانی شانا بتز است. در این فیلم بازیگرانی همچون آنا پاکوین، دریا د ماتیو، کم جیجاندت، لیانا لیبراتو، جی لاروس، جان کیپلاس، بریت مورگن و لوید اوون ایفای نقش کرده‌اند.